# Yasushi Endō
Yasushi Endō (遠藤 康 Endō Yasushi?,  Sendai, Miyagi, 7 de abril de 1988) es un exfutbolista japonés que jugaba de centrocampista.

## Trayectoria

### Clubes
| Club            | País  | Año       |
| --------------- | ----- | --------- |
| Kashima Antlers | Japón | 2007-2021 |
| Vegalta Sendai  | Japón | 2022-2024 |

## Palmarés

### Títulos nacionales
| Título             | Club            | País  | Año  |
| ------------------ | --------------- | ----- | ---- |
| J1 League          | Kashima Antlers | Japón | 2007 |
| Copa del Emperador | Kashima Antlers | Japón | 2007 |
| J1 League          | Kashima Antlers | Japón | 2008 |
| Supercopa de Japón | Kashima Antlers | Japón | 2009 |
| J1 League          | Kashima Antlers | Japón | 2009 |
| Supercopa de Japón | Kashima Antlers | Japón | 2010 |
| Copa del Emperador | Kashima Antlers | Japón | 2010 |
| Copa J. League     | Kashima Antlers | Japón | 2011 |
| Copa J. League     | Kashima Antlers | Japón | 2012 |
| Copa J. League     | Kashima Antlers | Japón | 2015 |
| J1 League          | Kashima Antlers | Japón | 2016 |
| Copa del Emperador | Kashima Antlers | Japón | 2016 |
| Supercopa de Japón | Kashima Antlers | Japón | 2017 |

### Títulos internacionales
| Título                      | Club (*)        | Sede    | Año  |
| --------------------------- | --------------- | ------- | ---- |
| Copa Suruga Bank            | Kashima Antlers | Kashima | 2012 |
| Copa Suruga Bank            | Kashima Antlers | Kashima | 2013 |
| Liga de Campeones de la AFC | Kashima Antlers | Teherán | 2018 |

(*) Incluyendo la selección

### Distinciones individuales
| Distinción                          | Año  |
| ----------------------------------- | ---- |
| Jugador excepcional de la J. League | 2014 |